# Anaïs Demoustier
Anaïs Demoustier (Lille, 29 september 1987) is een Franse actrice.

## Biografie
Anaïs Demoustier werd geboren in 1987 in Lille en groeide op in Villeneuve-d'Ascq samen met twee zussen en een broer. Op jonge leeftijd maakte ze dankzij haar oudere broer Stéphane, die cineast was, kennis met de film. Na een kleine rol in Le monde de Marty speelde Demouster in 2003 naast Isabelle Huppert in de speelfilm Le Temps du loup terwijl ze lessen volgde in de sectie cinéma-audiovisuel aan het lycée Sainte Thérèse-d'Avila de Lille. Na het behalen van haar diploma volgde ze "Film en kunst" aan de université Sorbonne Nouvelle - Paris 3 maar stopte daar al snel mee om kleinere rollen te spelen in speelfilms en voor het theater. In La Belle Personne speelde ze naast andere talentvolle Franse acteurs zoals Louis Garrel en Léa Seydoux. Demoustier werd twee maal genomineerd (in 2009 en 2011) voor de Césars en ontving in 2011 de Romy Schneiderprijs voor jonge en beloftvolle actrice.

## Filmografie
Exclusief kortfilms en televisie
- Le Monde de Marty (2000) - Jennifer
- Le Temps du loup (2003) - Eva
- Barrage (2006) - Lydie
- L'Année suivante (2007)- Emmanuelle
- Hellphone (2007) - Clémence
- Le Prix à payer (2007) - Justine Ménard
- Les Murs porteurs (2008) - Mélanie Rosenfeld
- La Belle Personne (2008) - Catherine
- Les Grandes Personnes (2008) - Jeanne
- Sois sage (2009) - Ève
- Donne-moi la main (2009) - Clémentine
- L'Enfance du mal (2010) - Céline
- D'amour et d'eau fraîche (2010) - Julie Bataille
- Belle Épine (2010) - Sonia Cohen
- Fracture (2010) - Anna Kagan
- La Tête Ailleurs (2010) - Jeanne
- Les Neiges du Kilimandjaro de (2011)- Flo
- Elles (2012) - Charlotte/Lola
- L'Hiver dernier (2012) - Julie
- Il était une foi (2012)
- Thérèse Desqueyroux (2012) - Anne
- Grand garçon (2012) - Charley
- Quai d'Orsay (2013) - Marina
- Loulou, l'incroyable secret (animatiefilm, 2013) - stem van Scarlett
- Situation amoureuse: c'est compliqué (2014) - Juliette
- La Ritournelle (2014) - Marion
- Bird People (2014) - Audrey Camuzet
- Au fil d'Ariane (2014)
- Une nouvelle amie (2014) - Claire
- À trois on y va (2015) - Mélodie
- Caprice (2015) - Caprice
- Marguerite et Julien (2015) – Marguerite
- Alice et le Maire (2019) – Alice Heimann
- Le Temps d'aimer (2023) - Madeleine Villedieu
- Leurs enfants après eux (2024)

## Prijzen & nominaties
De belangrijkste:
| Jaar | Prijs                                    | Categorie                    | Genomineerde(n)          | Uitslag     |
| ---- | ---------------------------------------- | ---------------------------- | ------------------------ | ----------- |
| 2011 | Romy Schneiderprijs                      | Romy Schneiderprijs          | Romy Schneiderprijs      | Gewonnen    |
| 2011 | César                                    | Beste jong vrouwelijk talent | D’amour et d’eau fraîche | Genomineerd |
| 2010 | Internationaal filmfestival van Karlsbad | Beste actrice                | L'Enfance du mal         | Gewonnen    |
| 2009 | César                                    | Beste jong vrouwelijk talent | Les Grandes Personnes    | Genomineerd |